# Giovanni Gazza
Giovanni Gazza (Parma, 19 luglio 1924 – Parma, 6 dicembre 1998) è stato un vescovo cattolico italiano.

## Biografia
Missionario saveriano  fu consacrato sacerdote il 29 giugno 1949. Per anni si occupò della stampa missionaria e in particolare di quello che poi si chiamò Centro Educazione alla Mondialità.
Partì per il Brasile il 21 gennaio 1957.
Fu eletto prelato di Abaeté do Tocantins, nel nord del Brasile, il 12 novembre 1962, consacrato ad Aparecida l'8 dicembre 1962.
Partecipò al Concilio Vaticano II. Rientrato in Amazzonia, vi rimase fino al settembre del 1966.
Fu superiore generale dell'Istituto saveriano dal 13 settembre 1966 all'11 agosto 1977.
Giovanni Paolo II lo trasferì alla sede di Aversa, in provincia di Caserta  il 24 novembre 1980, incarico che ricoprì per dodici anni, fino a quando per gravi motivi di salute, presentò al Papa le sue dimissioni e rientrò a Parma.
Nonostante la malattia, nel 1996 volle tornare in Amazzonia e per alcuni mesi alla vita missionaria. Rientrato definitivamente a Parma, si spense il 6 dicembre 1998.

## Genealogia episcopale
La genealogia episcopale è:
- Cardinale Scipione Rebiba
- Cardinale Giulio Antonio Santori
- Cardinale Girolamo Bernerio, O.P.
- Arcivescovo Galeazzo Sanvitale
- Cardinale Ludovico Ludovisi
- Cardinale Luigi Caetani
- Cardinale Ulderico Carpegna
- Cardinale Paluzzo Paluzzi Altieri degli Albertoni
- Papa Benedetto XIII
- Papa Benedetto XIV
- Papa Clemente XIII
- Cardinale Marcantonio Colonna
- Cardinale Giacinto Sigismondo Gerdil, B.
- Cardinale Giulio Maria della Somaglia
- Cardinale Carlo Odescalchi, S.I.
- Vescovo Eugène de Mazenod, O.M.I.
- Cardinale Joseph Hippolyte Guibert, O.M.I.
- Cardinale François-Marie-Benjamin Richard
- Cardinale Pietro Gasparri
- Cardinale Clemente Micara
- Arcivescovo Armando Lombardi
- Arcivescovo Vicente Angelo José Marchetti Zioni
- Vescovo Giovanni Gazza, S.X.